# Saison 2022-2023 du Bayern Munich
Maillots
Chronologie
Saison précédente Saison suivante
La saison 2022-2023 est la 58e saison consécutive du Bayern Munich en Bundesliga.

## Transferts

### Transferts estivaux
| Nom                  | Nationalité | Poste     | Transfert          | Provenance/Destination | Division             |
| -------------------- | ----------- | --------- | ------------------ | ---------------------- | -------------------- |
| Arrivées             |             |           |                    |                        |                      |
| Sadio Mané           | Sénégal     | Attaquant | Transfert (32M€)   | Liverpool FC           | Premier League       |
| Ryan Gravenberch     | Pays-Bas    | Milieu    | Transfert (18,5M€) | Ajax Amsterdam         | Eredivisie           |
| Noussair Mazraoui    | Maroc       | Défenseur | Transfert libre    | Ajax Amsterdam         | Eredivisie           |
| Lars Lukas Mai       | Allemagne   | Défenseur | Retour de prêt     | Werder Brême           | 2.Bundesliga         |
| Chris Richards       | États-Unis  | Défenseur | Retour de prêt     | TSG Hoffenheim         | Bundesliga           |
| Joshua Zirkzee       | Pays-Bas    | Attaquant | Retour de prêt     | RSC Anderlecht         | Jupiler Pro League   |
| Adrian Fein          | Allemagne   | Milieu    | Retour de prêt     | Dynamo Dresde          | Bundesliga           |
| Ron-Thorben Hoffmann | Allemagne   | Gardien   | Retour de prêt     | AFC Sunderland         | League One           |
| Matthijs de Ligt     | Pays-Bas    | Défenseur | Transfert (67M€)   | Juventus FC            | Serie A              |
| Mathys Tel           | France      | Attaquant | Transfert (20M€)   | Stade rennais FC       | Ligue 1              |
| Départs              |             |           |                    |                        |                      |
| Niklas Süle          | Allemagne   | Défenseur | Fin de contrat     | Borussia Dortmund      | Bundesliga           |
| Corentin Tolisso     | France      | Milieu    | Fin de contrat     | Olympique lyonnais     | Ligue 1              |
| Lars Lukas Mai       | Allemagne   | Défenseur | Transfert          | FC Lugano              | Super League         |
| Christian Früchtl    | Allemagne   | Gardien   | Transfert          | Austria Vienne         | Bundesliga           |
| Ron-Thorben Hoffmann | Allemagne   | Gardien   | Transfert          | Eintracht Brunswick    | 2.Bundesliga         |
| Omar Richards        | Angleterre  | Défenseur | Transfert (8,5M€)  | Nottingham Forest      | Premier League       |
| Malik Tillman        | États-Unis  | Attaquant | Prêt               | Glasgow Rangers        | Scottish Premiership |
| Robert Lewandowski   | Pologne     | Attaquant | Transfert (45M€)   | FC Barcelone           | LaLiga               |
| Chris Richards       | États-Unis  | Défenseur | Transfert (12M€)   | Crystal Palace         | Premier League       |
| Tanguy Nianzou       | France      | Défenseur | Transfert (16M€)   | Séville FC             | LaLiga               |

### Transferts hivernaux
| Nom      | Nationalité | Poste | Transfert | Provenance/Destination | Division |
| -------- | ----------- | ----- | --------- | ---------------------- | -------- |
| Arrivées |             |       |           |                        |          |
| Départs  |             |       |           |                        |          |

## Compétitions
| Bundesliga             | Ligue des Champions                                | Coupe d'Allemagne                         | Supercoupe d'Allemagne             |
| ---------------------- | -------------------------------------------------- | ----------------------------------------- | ---------------------------------- |
| Pas Commencé 68 points | Quart de finale face au Manchester City (3-0, 1-1) | Quarts de finaleface au SC Fribourg (1-2) | Vainqueur face au RB Leipzig (5-3) |
| 18V 8N 4D              | 8V 1N 1D                                           | 2V 0N 1D                                  | 1V 0N 0D                           |
| TOTAL: 31V 9N 5D       |                                                    |                                           |                                    |

### Supercoupe d'Allemagne
Dans un match de la Super Coupe d'Allemagne, le Bayern Munich a remporté le titre après un feu d'artifice offensif, marquant cinq buts par cinq joueurs différents, dont Mané, malgré une fin de match difficile. Même sans Lewandowski, transféré au FC Barcelone, le Bayern a réussi à remporter la 10e Super Coupe d'Allemagne de son histoire, Musiala se révélant déterminant avant la pause.

### Championnat

#### Journées 1 à 5
Lors d'une rencontre contre l'Eintracht, le Bayern Munich a montré un jeu discipliné et déterminé, prenant rapidement l'avantage et dominant l'adversaire dès la première période. Malgré un but marqué par Kolo Muani pour l'Eintracht Francfort, le Bayern a maintenu sa maîtrise du match et a terminé avec succès. Musiala s'est particulièrement illustré en marquant deux buts, contribuant ainsi à la victoire éclatante de son équipe. Le Bayern Munich a enregistré une nouvelle victoire en dominant Wolfsburg avec facilité. L'équipe bavaroise a pris l'avantage en première période grâce à des buts de Musiala et Müller, avant de gérer l'avance jusqu'à la fin du match. Wolfsburg n'a pas été en mesure de rivaliser avec le Bayern à l'Allianz Arena. Avec cette victoire, le Bayern conserve sa place de leader au classement, avant son prochain déplacement à Bochum. Le Bayern Munich a réalisé une performance impressionnante en attaque, dominant largement Bochum lors de leur dernière rencontre. Mané a marqué deux buts, tandis que Coman a également contribué au score avec un but. Bochum, quant à lui, a semblé complètement dépassé et n'a pas réussi à rivaliser avec le Bayern. Cette victoire permet aux Bavarois de remporter leur troisième victoire en autant de matches, les plaçant en tête du classement, tandis que Bochum se retrouve à la 18e place. Malgré une domination écrasante, le Bayern Munich n'a pas réussi à remporter la victoire face à M'Gladbach, les Poulains ayant réussi à obtenir un point. Yann Sommer a été le héros du match en effectuant 19 arrêts, dont plusieurs arrêts exceptionnels. Le Bayern a pris l'avantage grâce à un but de Sané sur une passe de Musiala, mais M'Gladbach a égalisé avant la mi-temps grâce à Thuram. Le Bayern Munich a connu une panne de réalisme lors d'un match nul en Bundesliga contre l'Union Berlin, à quelques jours de son voyage à Milan en Ligue des champions. Malgré une domination constante, la défense exemplaire de l'Union a réussi à maintenir le score à égalité. Le résultat n'a été bénéfique pour aucune des deux équipes, la place de leader étant en jeu. Le gardien Rönnow a été crucial pour l'Union, réalisant plusieurs arrêts importants tout au long du match, permettant ainsi à son équipe de rester invaincue.

#### Journées 6 à 10
Le Bayern Munich a récemment été incapable de décrocher une victoire en Bundesliga, enregistrant son troisième match nul consécutif. Malgré une nette domination sur le terrain, l'équipe dirigée par Nagelsmann a manqué d'efficacité dans les deux zones et a montré un jeu hésitant en fin de match, ce qui a conduit à un but encaissé dans le temps additionnel. Ce résultat laisse la possibilité à Fribourg de prendre la tête du classement avec une avance de trois points. Le Bayern Munich a récemment été confronté à une période difficile, enregistrant trois matchs nuls consécutifs suivis de sa première défaite de la saison contre Augsbourg. Ces résultats laissent l'équipe bavaroise en perte de vitesse dans la course en tête de la Bundesliga. Malgré des efforts sur le terrain, les joueurs du Bayern ont montré un manque d'inspiration dans leur jeu, se heurtant à une performance exceptionnelle du gardien Gikiewicz qui a effectué 8 arrêts. Le Bayern Munich a renoué avec la victoire, mené par un brillant Jamal Musiala, qui a marqué un but et délivré deux passes décisives. Les Bavarois ont retrouvé leur confiance et occupent désormais la deuxième place au classement. Parallèlement, le Bayer Leverkusen a connu de graves difficultés, se rapprochant dangereusement de la zone de relégation. Le Bayern, qui avait pris de l'avance, n'a pas réussi à se mettre à l'abri. Finalement, Dortmund a réussi à égaliser au bout du temps additionnel grâce à Modeste, décisif de la tête après avoir délivré une passe décisive à Moukoko. Encaissant deux buts dans le dernier quart d'heure, le FCB a souffert après l'expulsion de Coman. Le Bayern Munich a nettement pris le dessus sur Fribourg, marquant à cinq reprises avec la contribution de différents buteurs tels que Gnabry, Sané et Choupo-Moting. Cette victoire a infligé une défaite à Fribourg qui avait connu une série de 11 matches sans revers dans toutes les compétitions. Grâce à ce succès, le Bayern se hisse à la deuxième place du classement, revenant ainsi à quatre points du leader, l'Union Berlin.

#### Journées 16 et 17
Lors de la reprise de la Bundesliga, Leipzig et le Bayern se sont quittés sur un match nul, maintenant ainsi le statu quo au sommet du classement. Dans une rencontre équilibrée mais pauvre en occasions franches, Choupo-Moting a ouvert le score pour le Bayern avant la pause, suivi d'une égalisation de Halstenberg au retour des vestiaires. Malgré ce match nul, le leader bavarois conserve une avance de six points sur Leipzig, qui occupe la troisième place du classement. Dans un match tendu contre Cologne, le Bayern Munich, en tant que leader, a réussi à sauver un match nul in extremis. Après avoir été menés dès la 4e minute sur un but de Skhiri, les Bavarois ont eu du mal à se montrer convaincants avant la pause. Ils ont ensuite réagi sans toutefois parvenir à trouver la faille face à une équipe de Cologne bien en place. C'est finalement Kimmich qui a sauvé le Bayern en égalisant d'une frappe lointaine à la 90e minute. Malgré ce résultat, le Bayern conserve sa place en tête du classement avec 4 points d'avance, tandis que Cologne se positionne à la 10e place.

#### Évolution du classement et des résultats
| Journée  | 1   | 2   | 3   | 4   | 5  | 6  | 7  | 8  | 9  | 10 | 11 | 12 | 13  | 14  | 15  | 16  | 17  | 18  | 19  | 20  | 21  | 22  | 23  | 24  | 25 | 26  | 27  | 28  | 29 | 30  | 31  | 32  | 33 | 34  | Journées en tête |
| -------- | --- | --- | --- | --- | -- | -- | -- | -- | -- | -- | -- | -- | --- | --- | --- | --- | --- | --- | --- | --- | --- | --- | --- | --- | -- | --- | --- | --- | -- | --- | --- | --- | -- | --- | ---------------- |
| Résultat | V   | V   | V   | N   | N  | N  | D  | V  | N  | V  | V  | V  | V   | V   | V   | N   | N   | N   | V   | V   | D   | V   | V   | V   | D  | V   | V   | N   | D  | V   | V   | V   | D  | V   | —                |
| Rang     | 1er | 1er | 1er | 1er | 3e | 3e | 5e | 3e | 3e | 2e | 2e | 2e | 1er | 1er | 1er | 1er | 1er | 1er | 1er | 1er | 1er | 1er | 1er | 1er | 2e | 1er | 1er | 1er | 2e | 1er | 1er | 1er | 2e | 1er | 23               |

### Ligue des champions

#### Coefficient UEFA
| Club          | Rang 2022 | Rang 2023 | Évolution     | 2018-2019 | 2019-2020 | 2020-2021 | 2021-2022 | 2022-2023 | Coefficient |
| ------------- | --------- | --------- | ------------- | --------- | --------- | --------- | --------- | --------- | ----------- |
| Bayern Munich | 1er       | 2e        | en diminution | 20.000    | 36.000    | 27.000    | 26.000    | 27.000    | 136.000     |

## Joueurs et encadrement technique

### Effectif professionnel
En grisé, les sélections de joueurs internationaux chez les jeunes mais n'ayant jamais été appelés aux échelons supérieur une fois l'âge limite dépassé.

### Joueurs prêtés
En grisé, les sélections de joueurs internationaux chez les jeunes mais n'ayant jamais été appelés aux échelons supérieur une fois l'âge limite dépassé.
Le tableau suivant liste les joueurs en prêts pour la saison 2022-2023.
| Joueurs prêtés |    |                        |                 |                     |                   |              |  |
| \| N° \| P. \| Nat. \| Nom \| Date de naissance \| Sélection \| Club en prêt \| \| \| 35 \| G \| \| Alexander Nübel \| 30/09/1996 (28 ans) \| Allemagne espoirs \| AS Monaco \| \| \| 40 \| A \| \| Malik Tillman \| 28/05/2002 (23 ans) \| États-Unis \| Rangers FC \| \| |    |                        |                 |                     |                   |              |  |
| N° | P. | Nat.                   | Nom             | Date de naissance   | Sélection         | Club en prêt |  |
| 35 | G  | Drapeau de l'Allemagne | Alexander Nübel | 30/09/1996 (28 ans) | Allemagne espoirs | AS Monaco    |  |
| 40 | A  | Drapeau des États-Unis | Malik Tillman   | 28/05/2002 (23 ans) | États-Unis        | Rangers FC   |  |

| N° | P. | Nat.                   | Nom             | Date de naissance   | Sélection         | Club en prêt |  |
| 35 | G  | Drapeau de l'Allemagne | Alexander Nübel | 30/09/1996 (28 ans) | Allemagne espoirs | AS Monaco    |  |
| 40 | A  | Drapeau des États-Unis | Malik Tillman   | 28/05/2002 (23 ans) | États-Unis        | Rangers FC   |  |

## Statistiques

### Statistiques collectives
| Compétition            | Débute au tour | Termine   | Matches joués | Gagnés | Nuls | Perdus | Buts pour | Buts contre | Différence |
| ---------------------- | -------------- | --------- | ------------- | ------ | ---- | ------ | --------- | ----------- | ---------- |
| Bundesliga             | -              | -         | 32            | 20     | 8    | 4      | 89        | 34          | +55        |
| Coupe d'Allemagne      | -              | -         | 3             | 2      | 1    | 10     | 2         | +8          |            |
| Ligue des champions    | -              | -         | 10            | 8      | 1    | 1      | 22        | 6           | +16        |
| Supercoupe d'Allemagne | Finale         | Vainqueur | 1             | 1      | 0    | 0      | 5         | 3           | +2         |
| Total                  | -              | -         | 46            | 30     | 9    | 6      | 126       | 45          | +81        |

### Statistiques individuelles
(Mis à jour le )
| Numéro | Nat. | Nom | Championnat | Championnat | Championnat    | Championnat | Championnat  | Ligue des champions | Ligue des champions | Ligue des champions | Ligue des champions | Ligue des champions | Coupe d'Allemagne | Coupe d'Allemagne | Coupe d'Allemagne | Coupe d'Allemagne | Coupe d'Allemagne | Supercoupe d'Allemagne | Supercoupe d'Allemagne | Supercoupe d'Allemagne | Supercoupe d'Allemagne | Supercoupe d'Allemagne | Total | Total       | Total          | Total  | Total        |
| Numéro | Nat. | Nom | M.j.        | But inscrit | Passe décisive | Averti      | Carton rouge | M.j.                | But inscrit         | Passe décisive      | Averti              | Carton rouge        | M.j.              | But inscrit       | Passe décisive    | Averti            | Carton rouge      | M.j.                   | But inscrit            | Passe décisive         | Averti                 | Carton rouge           | M.j.  | But inscrit | Passe décisive | Averti | Carton rouge |
| ------ | ---- | --- | ----------- | ----------- | -------------- | ----------- | ------------ | ------------------- | ------------------- | ------------------- | ------------------- | ------------------- | ----------------- | ----------------- | ----------------- | ----------------- | ----------------- | ---------------------- | ---------------------- | ---------------------- | ---------------------- | ---------------------- | ----- | ----------- | -------------- | ------ | ------------ |
|        |      |     | 0           | 0           | 0              | 0           | 0            | 0                   | 0                   | 0                   | 0                   | 0                   | 0                 | 0                 | 0                 | 0                 | 0                 | 0                      | 0                      | 0                      | 0                      | 0                      | 0     | 0           | 0              | 0      | 0            |